# Črna vas
Črna vas je obcestno naselje z nekaj več kot 1.100 prebivalci v Mestni občini Ljubljana, ki se razteza na severovzhodu Ljubljanskega barja v dolžini okoli 4 km vzdolž ravne ceste, ki od križišča z Ižansko cesto vzporedno z Ljubljanico vodi v Podpeč. Črna vas se nadaljuje z vasjo Lipe, ki je časovno nastala pred njo. Črna vas je vse od svojega nastanka v 19. stoletju na delu mestnega območja Ljubljane, dolgo časa ostala v njegovih mejah, saj se je šele v samostojni Sloveniji kot naselje osamosvojila.
V začetku Črne vasi stoji cerkev svetega Mihaela, delo arhitekta Jožeta Plečnika. Skozi naselje obratuje mestna avtobusna linija št. 19B.